# Глосематика
Глосематика (грец. glossema, род. відм. glossematos — слово) — лінгвістична течія структуралізму, що орієнтується на схематизований опис мовної структури й абстрагується від конкретно-звукового і конкретно-семантичного аспектів мови.
Синоніми: копенгагенський структуралізм, данський структуралізм.